# بنك تركيا فاينانس كاتيليم بنكاسي
بنك تركيا فاينانس كاتيليم بنكاسي (بالتركية:Türkiye Finans Katılım Bankası) هو مصرف تركي يمارس الأعمال المصرفية ومقره الرئيسي مدينة اسطنبول.

## التاريخ
تأسس بنك تركيا فينانس في عام 2005 بالاندماج بين أناضول فينانس وفاميلي فينانس، وتمت الموافقة على الاندماج من قبل وكالة التنظيم والرقابة المصرفية التركية (BRSA) في 28 ديسمبر 2005. وقد تم تغيير اسم البنك إلى تركيا فينانس كاتيليم بنكاسي في 30 ديسمبر 2005.